# 尤金尼奥·蒙特罗·里奥斯
尤金尼奥·蒙特罗·里奥斯（西班牙語：Eugenio Montero Ríos，1832年11月13日—1914年5月12日) ，西班牙自由党政治人物，法学家。曾任公共工程大臣，最高法院院长，恩典与司法大臣。1905年6月-12月任西班牙首相。

## 早年生活
曾在圣地亚哥德孔波斯特拉当地神学院学习，但是因兴趣不足而放弃。此后在圣地亚哥德孔波斯特拉大学学习法律专业。毕业后于1859年在奥维耶多大学担任教会法教授。1860年前往圣地亚哥德孔波斯特拉大学任教。1864年前往马德里中央大学任教，期间创办了《公众观点报》宣传进步主义思想。

## 进入政界
此后加入胡安·普里姆领导的自由党。1868年光荣革命后，他是1869年蓬特韦德拉省进步派制宪议会的代表，并于1870年在普里姆内阁中担任恩典和司法大臣。作为政教分离的支持者，他引入了民事登记法和婚姻法作为重要的新事物。
他是阿玛迪奥一世国王的支持者，大力倡导政教分离。1873年，在他卸任后陪同国王前往里斯本。

## 波旁王朝复辟后
1874年波旁王朝复辟。他在共和主义和自由主义之间摇摆不定，也无力组建政治力量抗衡普拉克塞德斯·马特奥·萨加斯塔领导的自由党。于是他决定加入萨加斯塔领导的自由党。
1885年11月至1886年10月，他在第四次萨加斯塔内阁中担任公共工程大臣。1888年担任西班牙最高法院院长。1892年12月至1893年7月在第五次萨加斯塔内阁中担任恩典与司法大臣。美西战争结束后，他率团前往巴黎参加与美国的战后谈判。并于1898年12月10日签署《美西巴黎条约》，西班牙从此失去了美洲仅存的古巴、波多黎各以及亚洲的菲律宾、太平洋上的关岛等殖民地。西班牙仅剩下摩洛哥、西撒哈拉和赤道几内亚这三处位于非洲的殖民地。
1903年萨加斯塔去世后，他成为自由党党首，联合左翼的何塞·卡纳莱哈斯·门德斯和安东尼奥·阿吉拉尔-科雷亚排挤中间派的塞吉斯蒙多·莫雷特。

## 担任首相
1905年6月23日担任首相。1905年11月，加泰罗尼亚的《Cu-Cut!》杂志刊登了一则讽刺西班牙皇室的漫画，国王阿方索十三世授命军方查处了这家杂志社。蒙特罗·里奥斯反对国王的举动，并最终辞职。由准备推动《镇压危害国家军队安全法》的莫雷特取代。

## 去世
1914年5月12日于马德里逝世，享年81岁。他在遗嘱中要求放弃从皇室取得的勋章。

## 荣誉
- 皇家历史学院院士
- 皇家法学院院士
- 皇家道德与政治科学院院士
- 皇家加利西亚学院院士
- 卡洛斯三世勋章
- 金羊毛骑士团勋章
- 阿方索十二世勋章